# Ramón Centeno
Ramón Jesús Centeno Navas es un periodista venezolano. En 2022, después de entrevistar a políticos arrestados en un operativo en contra del narcotráfico, Centeno fue detenido y acusado de estar involucrado en la trama. El Colegio Nacional de Periodistas y el Sindicato Nacional de Trabajadores de la Prensa han denunciado varias veces su detención.

## Detención
Centeno sufrió un accidente de tránsito que le produjo una fractura de cadera y de fémur, por lo que no puede caminar con normalidad. En 2022, se dirigió a la sede de la Comisión Nacional Antidrogas para entrevistar a detenidos en la Operación Mano de Hierro, un operativo en contra del narcotráfico. El 22 de enero, dos semanas de las entrevistas, Centeno fue detenido, vinculado con la operación y acusado de pertenecer a una red de narcotráfico “dedicada a reclutar a funcionarios públicos”.
Desde 2023, su familia ha pedido atención médica para él. El 22 de marzo, su madre denunció que Ramón tenía ocho días con fiebre, dolor de cabeza e hipertensión, además de una infección en la pierna que había sido operada por la fractura.Durante su detención, Centeno también ha presentado un cuadro psiquiátrico grave. El 4 de septiembre de 2024, la ONG Justicia, Encuentro y Perdón alertó sobre la condición de salud de Centeno y le pidió atención a las autoridades para garantizarle atención médica, declarando que "el Estado está en la obligación de proteger la vida de las personas bajo su custodia”. Al día siguiente, su abogado introdujo una solicitud ante un tribunal para que el Servicio Nacional de Medicina y Ciencia Forense (SENAMECF) le realizara al periodista una evaluación física y mental debido a su estado de salud. 
El 6 de septiembre, después de un intento de intervención quirúrgica sin su consentimiento, a Ramón Centeno se le otorgó el alta médica del Hospital Domingo Luciani y trasladado Comando Nacional Antidrogas de la Guardia Nacional Bolivariana (GNB), a pesar de su estado de salud.Sus familiares pidieron varias veces por una medida humanitaria para su liberación, sin éxito.

## Vida personal
Ramón Centeno padece de una cardiopatía y, al momento de su detención, estaba convaleciente por una operación de reconstrucción de cadera.